# Elizabeth Smart
Pour les articles homonymes, voir Smart (homonymie).
Cet article concerne l'écrivain canadien. Pour la victime d'enlèvement, voir Elizabeth Smart (victime d'enlèvement).
Elizabeth Smart, née le 27 décembre 1913 à Ottawa, Canada, morte le 4 mars 1986  à Londres, en Grande-Bretagne) est une poétesse et romancière canadienne. Ses relations tendues avec ses parents, ainsi que sa relation hors mariage avec le poète anglais George Barker, en ont fait une écrivaine maudite du Canada anglais.

## Biographie
Née en 1913 à Ottawa,, Elizabeth Smart grandit dans la haute société canadienne-anglaise. Son père, Russell Smart, est avocat et sa mère, Louise, est connue pour les excellentes soirées et réceptions qu'elle organise. Ils passent leurs étés à Kingsmere, où la famille possède une maison voisine de celle de William Lyon Mackenzie King. En 1933, à l'âge de dix-neuf ans, elle quitte le Canada pour Londres afin d'étudier le piano. Quelques années plus tard, elle a l'occasion de voyager à travers le monde en tant que secrétaire privée d'une femme âgée. De retour au Canada, elle travaille brièvement pour l'Ottawa Journal en tant que chroniqueuse mondaine avant de repartir pour New York, le Mexique et la Californie.
C'est en 1945 que paraît sa première œuvre — qui est aussi sa plus célèbre —, By Grand Central Station I Sat Down and Wept (À la hauteur de Grand Station, je me suis assise et j’ai pleuré),. Celle-ci relate, en prose poétique, sa relation amoureuse tumultueuse avec le poète anglais George Barker,, dont elle a quatre enfants. Bien qu'amoureux d'elle, il refuse de divorcer pour l'épouser. Ce livre autobiographique tombe dans l'oubli, est réimprimé en 1966 et puis devient le livre-culte d'une génération.
Ses publications suivantes datent de 1977, année où sont publiés : A Bonus (un recueil de poèmes), et The Assumption of the Rogues and Rascals (un roman en prose poétique). D'autres suivent jusqu'à son décès en 1986 à Londres,.

### Romans
- By Grand Central Station I Sat Down and Wept (1945)
  - Elizabeth Smart, J'ai vu Lexington Avenue se dissoudre dans mes larmes, traduit de l'anglais par Yveline Paume, Paris, Flammarion, 1994  (ISBN 978-2080668103)
  - Elizabeth Smart, À la hauteur de Grand Central Station je me suis assise et j'ai pleuré, traduit de l'anglais par Hélène Filion, préface de Brigid Brophy, Montréal, Les Herbes rouges, 2003, 115 p.
- The Assumption of the Rogues & Rascals (1977)
  - L’Arrogance des vauriens, traduit de l'anglais par Marie Frankland, Montréal Paris, Les Allusifs, 2015, 128 p.

### Poésie
- A Bonus (1977)
- Ten Poems (1981)
- Eleven Poems (1982)
- In the Meantime (1984)

### Journaux intimes
- Necessary Secrets: The Journals of Elizabeth Smart (1986)
- On the Side of the Angels: the second volume of the Journals of Elizabeth Smart (1994)

### Œuvres de jeunesse
- Juvenilia: Early Writings of Elizabeth Smart (1987)

## Autres sources
- Le Combat des livres à Radio-Canada
- "Elizabeth Smart" dans Écrivains et écrivaines du Canada, une étude des manuscrits, des copies dactylographiées, de la correspondance, des journaux et des carnets de notes à Bibliothèque et Archives Canada